# Ketumala bisecta
Ketumala bisecta är en insektsart som först beskrevs av Kirby 1891.  Ketumala bisecta ingår i släktet Ketumala och familjen Flatidae. Inga underarter finns listade i Catalogue of Life.